# Lochinvar (del av en befolkad plats)
Lochinvar är en del av en befolkad plats i Australien. Den ligger i kommunen Maitland Municipality i delstaten New South Wales, i den sydöstra delen av landet, omkring 130 kilometer norr om delstatshuvudstaden Sydney. Antalet invånare är 500.
Runt Lochinvar är det ganska tätbefolkat, med 129 invånare per kvadratkilometer.. Närmaste större samhälle är Maitland, omkring 10 kilometer öster om Lochinvar.
I omgivningarna runt Lochinvar växer huvudsakligen savannskog. Genomsnittlig årsnederbörd är 1 277 millimeter. Den regnigaste månaden är februari, med i genomsnitt 223 mm nederbörd, och den torraste är juli, med 46 mm nederbörd.